# 吐鲁番站
43°09′07″N 88°52′30″E / 43.1518179109864°N 88.87488842010498°E

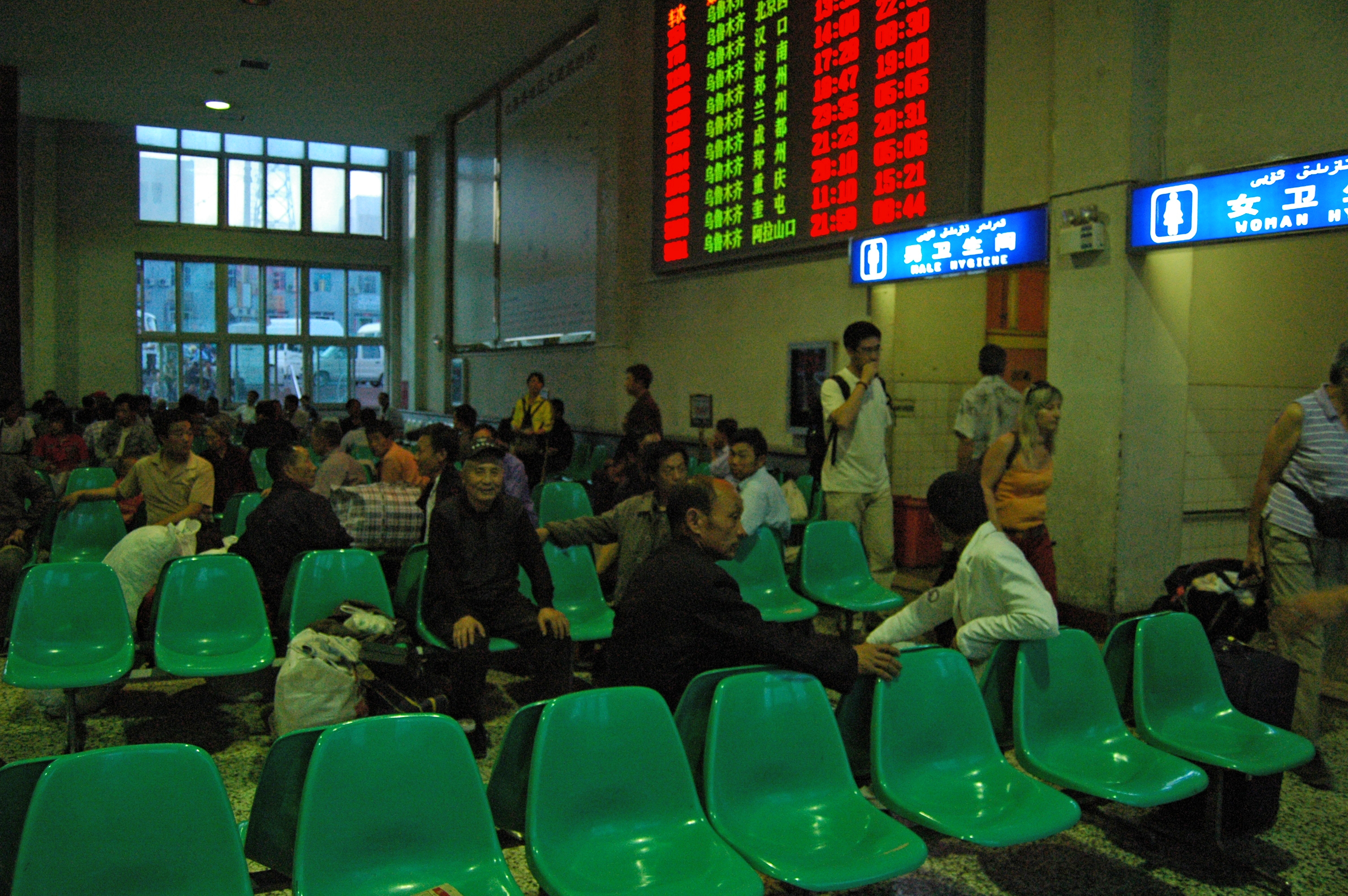
吐鲁番站候车室

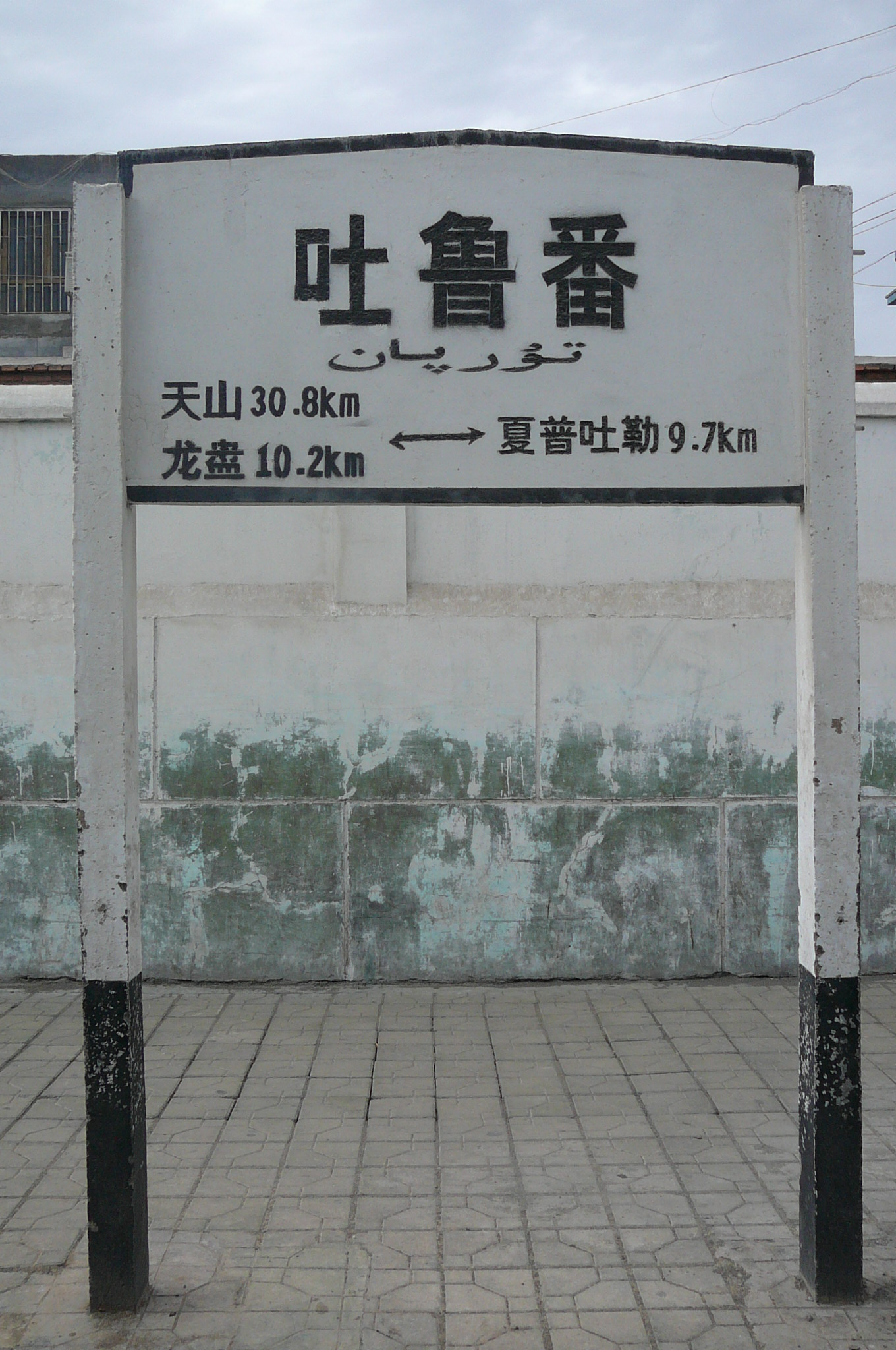
月台站牌

吐鲁番站（維吾爾語：تۇرپان بېكىتى‎，拉丁维文：Turpan bëkiti）位于中国新疆维吾尔自治区吐鲁番市高昌区大河沿镇，建于1960年，是兰新铁路和南疆铁路上的一个车站，受当时时局影响及军事原因而远离市区。距上行车站夏普吐勒站12公里，距下行车站天山站30公里。该站隶属中国铁路乌鲁木齐局集团有限公司。

## 业务范围
- 客运：办理旅客乘降；行李、包裹托运；
- 货运：办理整车、零担、集装箱货物发到；办理整车货物承运前保管；不办理整车爆炸品及整车一级氧化剂发到

## 延伸阅读
- 吴建民. . 中国地图出版社. 2002: 170页. ISBN 7-5031-3000-8.